# Xylodiscula osteophila
Xylodiscula osteophila är en snäckart som beskrevs av B.A. Marshall 1994. Xylodiscula osteophila ingår i släktet Xylodiscula och familjen Xylodisculidae. Inga underarter finns listade i Catalogue of Life.